# Barrio San Isidro, Veracruz
Barrio San Isidro är en ort i Mexiko.   Den ligger i kommunen Ixtaczoquitlán och delstaten Veracruz, i den sydöstra delen av landet, 230 km öster om huvudstaden Mexico City. Barrio San Isidro ligger 997 meter över havet och antalet invånare är 115.
Terrängen runt Barrio San Isidro är kuperad åt sydväst, men åt nordost är den platt. Runt Barrio San Isidro är det tätbefolkat, med 550 invånare per kvadratkilometer. Närmaste större samhälle är Córdoba, 9,4 km öster om Barrio San Isidro. Trakten runt Barrio San Isidro består till största delen av jordbruksmark.